# ナヘラ
ナヘラ（スペイン語:Nájera）は、スペイン、ラ・リオハ州のムニシピオ（基礎自治体）。州内のリオハ・アルタ地区にあり、ナヘリリャ川が流れる。サンティアゴ・デ・コンポステーラの巡礼路の宿場の一つである。バスク語ではナハラ (Naiara) 。

## 歴史
ローマ時代に定住地トリティウム（Tritium）がつくられた。その後、イスラム支配時代にナヘラというアラビア語起源の名が与えられた。
923年、レオン王オルドニョ2世がナヘラを征服した。アタプエルカの戦い後、1054年にカスティーリャ王国に占領されるまで、ナヘラにはナバラ王国の首都が置かれていた。しかし、それでもナヘラには東西の文化が共存し続けた。1142年、フランス人聖職者モンボワッシエのピエールが訪問している。彼は重要なイスラム文書の翻訳（コーランのヨーロッパ言語への最初の翻訳を含む）を命じられてヒスパニアを訪れたとされる。彼はナヘラで4人の翻訳家と面会したと推測されている。10世紀から、ナヘラは栄えたユダヤ人共同体を持ち、キリスト教徒によるレコンキスタ後には彼らは合法的な地位を授けられていた。
1367年4月3日に起きたナヘラの戦いで、イングランドのエドワード黒太子と同盟したカスティーリャ王ペドロ1世が、エンリケ・デ・トラスタマラ率いるフランス軍と激突し、大勝した。

## 史跡
サンタ・マリーア・ラ・レアル修道院は1052年にナバラ王ガルシア・サンチェス3世が建設した。この教会は事実上司教座であり、19世紀に反教会権運動が起こるまで修道会の影響下に置かれていた。ナバラ王サンチョ6世、レオン王ベルムード3世ら歴代の王の霊廟があり、エル・エスコリアル修道院と比較される。現在は国の史跡に認定されている。
その他にアルカサル、サンタ・エレーナ修道院がある。